# André Thobois
André Thobois (né à Ardin (Deux-Sèvres) en 1924, décédé le 26 mars 2012), est un pasteur évangélique chrétien baptiste français. Il a été pasteur de l'église baptiste 123 Avenue du Maine à Paris et président de la Fédération des Églises évangéliques baptistes de France de 1963 à 1987.

## Biographie
André Thobois est né à Ardin en 1924.  Il devient baptiste sous l'influence du pasteur Georges Rousseau. Lors d'une réunion d'évangélisation dans son village de Pamproux (Deux-Sèvres), une prédication de Benjamin Deschamps, évangéliste itinérant, résonne pour lui comme "un appel du Seigneur" à se former pour le pastorat. En 1944, il va étudier à la Faculté de théologie protestante de Paris. 

### Ministère
En 1950, il devient pasteur de l'église baptiste 123 Avenue du Maine à Paris 14ème arrondissement jusqu’en  1990 . 
En 1957, il devient vice-président de la Fédération des Églises évangéliques baptistes de France.  En 1963, il devient président de la Fédération des Églises évangéliques baptistes de France jusqu’en 1987. En 1968, il devient vice-président de la Fédération protestante de France jusqu’en 1992. En 1968, il devient président de l'Association d'églises de professants jusqu’en 1984. En 1975, il devient président de l'Alliance biblique française jusqu’en 1998. 
De 1984 à 1994, il a été président du Conseil de la Faculté libre de théologie évangélique de Vaux-sur-Seine. Il est également l'auteur de nombreux ouvrages et collabore au magazine Croire et Servir entre 1948 et le milieu des années 2000.
Le 12 novembre 2001, il reçoit la Légion d'honneur des mains de Jacques Maury au titre de "l'ensemble de son action dans le protestantisme" français.

## Publications
- Prier le Notre Père, numéro double des carnets de Croire et Servir (n°29-30), Paris, 1971 (86p).
- Une conviction qui fait son chemin, l'Alliance Évangélique Universelle, 1846-1996, Paris, ed. Décision France, 1996 (104p).
- Cent ans de l'église de l'Avenue du Maine, 1899-1999, Paris, ed. C&S, 1999 (96p).
- Henri Vincent, infatigable serviteur du Christ, Paris, ed. C&S, 2001 (134p).
- Voyageurs mais pas étrangers, carnet de voyages, Paris, ed. Croire Publications, 2005 (106p).
- A l'ombre du Tout Puissant, Paris, ed. décision France, 2006 (60p).